# 139-я стрелковая дивизия (1-го формирования)
139-я стрелковая дивизия — воинское соединение Вооружённых Сил СССР во Второй мировой войне

## История
Сформирована в августе — сентябре 1939 года в Козельске (Белорусский ОВО) на базе 87 стрелкового полка 29-й стрелковой дивизии.
По завершении формирования соединение с 17 по 28 сентября 1939 года в составе 3-го стрелкового корпуса 3-й армии Белорусского фронта участвовало в Польском походе 1939 года и занималась освобождением Западных областей Белоруссии. После окончания польской кампании дивизия первоначально дислоцировалась в Витебске.
6 ноября 1939 года был получен приказ перебазироваться в Карелию (Ленинградский ВО), где 18 ноября 1939 года из эшелонов была разгружена на станции Волховстрой. Здесь соединение в составе 8-й армии участвовало в Советско-финской войне, действуя на толваярвинском направлении (на правом фланге армии). Наступление 139-й стрелковой дивизии было неудачным — в сражении c 8 по 12 декабря 1939 года против финской группы генерала Талвела в районе Толвоярви дивизия потерпела поражение и была вынуждена отступить на восток более чем на 50 км в район озёр Вегарусъярви и Салонъярви, после чего фронт на этом направлении стабилизировался до конца войны.
16 января 1940 года управление 14-го стрелкового корпуса вошло в состав Действующей 8-й армии (командующий войсками армии командарм 2 ранга Г. М. Штерн) Северо-Западного фронта. В состав 14-го стрелкового корпуса в ходе боевых действий входили 139-я, 155-я стрелковые дивизии и другие соединения. Действовал корпус на Лоймольском направлении. Командир корпуса комдив В. Г. Воронцов. Начальник штаба корпуса полковник Ф. Т. Рыбальченко.
С 23 апреля по 3 мая 1940 года была переправлена из Петрозаводска в Тернопольскую область КОВО (Одесский ВО). В мае 1940 года, дивизия передана в Киевский Особый военный округ.
Перед началом Великой Отечественной войны части дивизии были рассредоточены на территории Ростовской области около посёлка Чертково и Украины около Черновиц, Львова и Тернополя. По состоянию на 22 июня 1941 года соединение входило в состав 37-го стрелкового корпуса 6-й армии и согласно директиве НКО СССР № 504205 от 13 июня 1941 года выдвигалось к границе. 17 июня 1941 года формирование под Чертково под руководством полковника Логинова выступило в район города Рогатина для проведения учений.
В июне — августе 1941 года части дивизии участвовали в боевых действиях на Украине против войск группы армий «Юг». Дивизия участвовала в оборонительной операции на Западной Украине (22 июня — 6 июля 1941 года) и Киевской оборонительной операции (7 июля — начало августа 1941 года). В ходе последней дивизия попала в окружение под Уманью и была уничтожена. Официально соединение расформировано 19 сентября 1941 года.

## Подчинение
- Юго-Западный фронт, 6-й армия, 37-й стрелковый корпус — с 22 июня 1941 по 25 июля 1941 года.
- Южный фронт, 6-й армия, 37-й стрелковый корпус — с 25 июля 1941 по начало августа 1941 года.

## Состав
- 364-й стрелковый полк
- 609-й стрелковый полк
- 718-й стрелковый полк
- 354-й артиллерийский полк
- 506-й гаубичный артиллерийский полк (до 20.10.1941)
- 237-й отдельный истребительно-противотанковый дивизион
- 223-й отдельный зенитно-артиллерийский дивизион
- 162-й разведывательный батальон
- 195-й сапёрный батальон
- 271-й отдельный батальон связи (799-я отдельная рота связи)
- 220-й медико-санитарный батальон
- 184-й взвод дегазации
- 120-й автотранспортный батальон
- 185-я полевая хлебопекарня
- 190-й дивизионный ветеринарный лазарет
- 465-я полевая почтовая станция
- 405-я полевая касса Госбанка

## Командиры
- Беляев Николай Иванович, комбриг — c сентября по 13 декабря 1939 года.[5]
- Понеделин Павел Григорьевич, комбриг — с 15 декабря 1939 года[6].
- Барабанов, Павлин Андреевич, полковник — с 08.10.1940 по 11.03.1941
- Логинов, Николай Логинович, полковник — с 22 марта по 8 августа 1941 года.
- Парамонов, Александр Леонтьевич, полковой комиссар — с 22 марта по 8 августа 1941 года.

## Отличившиеся воины дивизии
| Награда | Ф. И. О.                         | Должность                                       | Звание | Дата награждения | Примечания |
| ------- | -------------------------------- | ----------------------------------------------- | ------ | ---------------- | --- |
|         | Балаханов, Дмитрий Александрович | Военный комиссар 609-го стрелкового полка полка | Майор  | 26.01.1940       | В декабрьских боях 1939 сов.-финл. войны в районе сев. Ладожского озера личным примером вдохновлял воинов полка, поднимал их в атаку. Погиб в бою 12.12.1939 под г. Суоярви. |